# Kateryniwka (hromada Dołynśka)
Kateryniwka (ukr. Катеринівка) – wieś na Ukrainie, w obwodzie kirowohradzkim, w rejonie kropywnyckim, w hromadzie Dołynśka. W 2001 liczyła 335 mieszkańców, spośród których 328 wskazało jako ojczysty język ukraiński, a 7 rosyjski.